# کدس، آراگن
کدس، آراگن (به اسپانیایی: Codos) یک دهستان در اسپانیا است که در استان ساراگوسا واقع شده‌است. کدس ۶۲٫۷ کیلومتر مربع مساحت و ۲۶۰ نفر جمعیت دارد و ۷۵۱ متر بالاتر از سطح دریا واقع شده‌است.